# Smarmore Castle
Smarmore Castle (irisch Caisleán Smearamair) ist eine mittelalterliche Burg südwestlich von Ardee im irischen County Louth.

## Geschichte
Smarmore Castle wurde 1320 erstmals urkundlich erwähnt, und zwar als Sitz der Familie Taaffe, die ursprünglich aus Wales stammte. 
Um 1320 war ein Tower House erbaut worden, das 1730 und 1750 jeweils um weitere Gebäude ergänzt worden war. Angehörige der Familie Taaffe lebten bis in die 1980er-Jahre auf Smarmore Castle.
Nach dem Verkauf durch die Familie wurde die Burg in eine Pension umgewandelt. 2015 kaufte Castle Craig Hospital, ein britisches Suchtbehandlungszentrum, Smarmore Castle. Die Smarmore Castle Private Clinic, ein Behandlungszentrum für Alkohol- und Drogensüchtige, wurde 2016 eröffnet.

## Namensursprung
Der Name „Smarmore“ soll seinen Ursprung in der irischen Legende Táin Bó Cúailnge (dt.: Der Rinderraub von Cooley) haben.